# Coordenadas de Born

Geometría espaciotemporal de las coordenadas de Born.
Las líneas rojas representan las líneas del mundo (por congruencia) de los puntos del disco.
Las bandas entrelazadas azules y grises muestran el paso del tiempo T.
Las curvas naranjas (/ \) son como curvas de tiempo con radio R fijo.

En física relativista, las coordenadas de Born son un sistema de coordenadas para una parte del espacio-tiempo de Minkowski, el espacio-tiempo plano de la teoría de la relatividad especial. A menudo se utiliza para analizar la experiencia física de los observadores que viajan en un anillo o disco rígido rotando a velocidades relativistas. Este sistema se atribuye a menudo a Max Born, debido a su trabajo de 1909 en la física relativista de un cuerpo en rotación (véase rigidez de Born).

## Observadores de Langevin en un sistema de coordenadas cilíndrico
Para justificar el sistema de Born, se debe considerar en primer lugar la familia de observadores de Langevin representados en un sistema de coordenadas cilíndricas ordinario para el espacio-tiempo de Minkowski. Las líneas del mundo de estos observadores forman una congruencia de tiempo rígida en el sentido de su tensor de dilatación de fuga. Representan observadores que rotan de manera rígida en torno a un eje de simetría cilíndrica.
Desde una de estas líneas
{\displaystyle ds^{2}=-dT^{2}+dZ^{2}+dR^{2}+R^{2}\,d\Phi ^{2},\;\;-\infty <T,\,Z<\infty ,\;0<R<\infty ,\;-\pi <\Phi <\pi }
se pueden establecer los marcos locales de Lorentz de observadores estacionarios (inerciales)
{\displaystyle {\vec {e}}_{0}=\partial _{T},\;\;{\vec {e}}_{1}=\partial _{Z},\;\;{\vec {e}}_{2}=\partial _{R},\;\;{\vec {e}}_{3}={\frac {1}{R}}\,\partial _{\Phi }}
Aquí, {\displaystyle {\vec {e}}_{0}} es un vector unitario ligado al tiempo, mientras que los otros tres son vectores unitarios geométricos; en cada caso, los cuatro son mutuamente ortogonales y determinan el marco de Lorentz infinitesimal del observador estático cuya línea del mundo pasa a través de ese evento.
Al mismo tiempo, impulsando estos campos de referencia en la dirección {\displaystyle {\vec {e}}_{3}}, se obtiene el campo de referencia buscado que describe la experiencia física de los observadores de Langevin, a saber,
{\displaystyle {\vec {p}}_{0}={\frac {1}{\sqrt {1-\omega ^{2}\,R^{2}}}}\,\partial _{T}+{\frac {\omega \,R}{\sqrt {1-\omega ^{2}\,R^{2}}}}\;{\frac {1}{R}}\partial _{\Phi }}
{\displaystyle {\vec {p}}_{1}=\partial _{Z},\;\;{\vec {p}}_{2}=\partial _{R}}
{\displaystyle {\vec {p}}_{3}={\frac {1}{\sqrt {1-\omega ^{2}\,R^{2}}}}\;{\frac {1}{R}}\,\partial _{\Phi }+{\frac {\omega \,R}{\sqrt {1-\omega ^{2}\,R^{2}}}}\,\partial _{T}}
Al parecer, este marco se introdujo por primera vez (implícitamente) por Paul Langevin en 1935; su primera 'utilización' 'explícita' parece haber sido efectuada por T. A. Weber (¡en una fecha tan posterior como 1997!)
Se define en la región de 0 < R < 1/ω; esta limitación es fundamental, puesto que lejos del origen, la velocidad de los observadores de Langevin se aproxima a la velocidad de la luz.
Cada curva integral de la unidad de campo vectorial de tipo tiempo {\displaystyle {\vec {p}}_{0}} aparece en la tabla cilíndrica como una hélice con radio constante (por ejemplo, la curva de color rojo en la figura de la derecha). Supóngase que se elige un observador de Langevin y se considera los otros observadores que se desplazan en un anillo de radio R que está rígidamente en rotación con velocidad angular ω. Entonces, si se toma una curva integral (curva helicoidal azul en la figura de la derecha) de la base de espacio-tiempo {\displaystyle {\vec {p}}_{3}}, se obtiene una curva que podría esperarse interpretar como una "línea de simultaneidad" para los observadores situados en el anillo. Pero, como se ve en la figura, los relojes ideales de cada uno de estos observadores del anillo no pueden ser sincronizados. Este es el primer indicio de que no es tan fácil como se podría esperar el definir una noción satisfactoria de geometría espacial en algo tan sencillo a priori como un anillo giratorio, y mucho menos en un disco en rotación.
Calculando la descomposición de la congruencia de Langevin, se tiene que el vector aceleración toma la forma
{\displaystyle \nabla _{{\vec {p}}_{0}}{\vec {p}}_{0}={\frac {-\omega ^{2}\,R}{1-\omega ^{2}\,R^{2}}}\;{\vec {p}}_{2}}
Apunta radialmente hacia el interior, y depende únicamente del radio (constante) de cada línea del mundo helicoidal. El tensor de expansión se anula idénticamente, lo que significa que los observadores cercanos de Langevin mantienen constante la distancia el uno del otro. El vector de rotación es
{\displaystyle {\vec {\Omega }}={\frac {\omega }{1-\omega ^{2}\,R^{2}}}\;{\vec {p}}_{1}}
paralelo al eje de simetría. Esto significa que los vecinos más cercanos de cada observador de Langevin están rotando sobre su propia línea del mundo, tal como sugiere la figura de la derecha. Se trata de una especie de "remolino" o de vorticidad local.
Por el contrario, la proyección de las hélices sobre uno cualquiera de los planos de corte espaciales {\displaystyle T=T_{0}} ortogonales a las líneas del mundo de los observadores estáticos da un círculo, que por supuesto es una curva cerrada. Aún mejor, las coordenadas del vector base {\displaystyle \partial _{\Phi }} forman un espacio tipo Killing, cuyas curvas integrales son curvas cerradas de tipo espacial (círculos, de hecho), que degeneran, además, a la longitud cero en el eje R = 0. Esto expresa el hecho de que esta construcción de espacio-tiempo goza de simetría cilíndrica, y también exhibe una especie de noción global de la rotación de los observadores de Langevin.
En la figura, la curva de color magenta muestra cómo los vectores espaciales {\displaystyle {\vec {p}}_{2},\;{\vec {p}}_{3}} están girando sobre {\displaystyle {\vec {p}}_{1}} (que se suprime en la figura donde la coordenada z no es esencial). Es decir, los vectores no son {\displaystyle {\vec {p}}_{2},\;{\vec {p}}_{3}} transportados de acuerdo con las reglas de diferenciación de Fermi–Walker lo largo de la línea del mundo, por lo que el marco de Langevin se gira, así como su referencia no inercial. En otras palabras, en la deducción directa de coordenadas de Langevin, se mantuvo el marco de referencia alineado con la coordenada radial de la base de vectores {\displaystyle \partial _{R}}. Mediante la introducción de una rotación de velocidad constante del sistema local que lleva cada observador de Langevin sobre sí {\displaystyle {\vec {p}}_{1}}, se podría plantear una versión giroestabilizada.

## Transformación de coordenadas de Born
Para obtener el sistema de coordenadas de Born, basta enderezar las líneas del mundo helicoidales de los observadores de Langevin utilizando una sencilla transformación de coordenadas
{\displaystyle t=T,\;\;z=Z,\;\;r=R,\;\;\phi =\Phi -\omega \,T}
El nuevo elemento de línea es
{\displaystyle ds^{2}=-\left(1-\omega ^{2}\,r^{2}\right)\,dt^{2}+2\,\omega \,r^{2}\,dt\,d\phi +dz^{2}+dr^{2}+r^{2}\,d\phi ^{2}}
{\displaystyle -\infty <t,\,z<\infty ,0<r<{\frac {1}{\omega }},\;-\pi <\phi <\pi }
Nótese que los "términos cruzados" que se aplican sobre {\displaystyle dt\,d\phi }, implican que el sistema de Born no es un  sistema ortogonal de coordenadas gráficas. Las coordenadas de Born también se designan a veces como coordenadas cilíndricas de rotación.
En el nuevo gráfico, las líneas del mundo de los observadores de Langevin aparecen como líneas rectas verticales. De hecho, se pueden transformar fácilmente los cuatro campos de vectores que constituyen el marco de Langevin en el nuevo sistema. Se obtiene
{\displaystyle {\vec {p}}_{0}={\frac {1}{\sqrt {1-\omega ^{2}\,r^{2}}}}\,\partial _{t}}
{\displaystyle {\vec {p}}_{1}=\partial _{z},\;\;{\vec {p}}_{2}=\partial _{r}}
{\displaystyle {\vec {p}}_{3}={\frac {\sqrt {1-\omega ^{2}\,r^{2}}}{r}}\,\partial _{\phi }+{\frac {\omega \,r}{\sqrt {1-\omega ^{2}\,r^{2}}}}\,\partial _{t}}
Estos son exactamente los mismos campos vectoriales anteriores, que ahora simplemente se representan en un gráfico de coordenadas diferente.
Huelga decir que, en el proceso de "desenrollado" de las líneas del mundo de los observadores de Langevin, que aparecían como hélices en la tabla cilíndrica, es como si se "diese cuerda" a las líneas del mundo de los observadores estáticos, que ahora aparecen como hélices en el sistema de born. Téngase en cuenta también que, al igual que en el marco de Langevin, el gráfico de Born solo se define en la región de 0 < r < 1/ω.
Si se recalcula la descomposición cinemática de los observadores de Langevin a lo largo de sus líneas de congruencia temporal {\displaystyle {\vec {p}}_{0}={\frac {1}{\sqrt {1-\omega ^{2}\,r^{2}}}}\,\partial _{t}}, se obtiene la misma respuesta que se dio antes, solo que expresa en los términos del nuevo sistema. Específicamente, el vector aceleración es
{\displaystyle \nabla _{{\vec {p}}_{0}}\,{\vec {p}}_{0}={\frac {-\omega ^{2}\,r}{1-\omega ^{2}\,r^{2}}}\,{\vec {p}}_{2}}
el tensor de expansión se desvanece, y el vector de rotación es
{\displaystyle {\vec {\Omega }}={\frac {\omega }{1-\omega ^{2}\,r^{2}}}\;{\vec {p}}_{1}}
El campo covector dual del campo de vectores unidad de tipo temporal, en cualquier sistema de coordenadas representa planos espaciales infinitesimales. Sin embargo, el teorema de integrabilidad de Frobenius impone una fuerte restricción de si estos elementos hiperplano espaciales pueden ser o no "entrelazados" para formar una familia de hipersuperficies espaciales, ortogonales a las líneas del mundo de la congruencia. De hecho, resulta que esto es posible, en cuyo caso se dice que la congruencia es de  hipersuperficie ortogonal , si y solo si el vector rotación se anula idénticamente. Por lo tanto, mientras que los observadores estáticos en el gráfico cilíndrico admiten una familia única de '{\displaystyle T=T_{0}}' hiperplanos ortogonales, los observadores de Langevin no admiten tales hiperplanos. En particular, las {\displaystyle t=t_{0}} superficies espaciales en el sistema de Born son ortogonales a los observadores estáticos, no a los observadores de Langevin. Esta es la segunda (y mucho más acentuada) indicación de que la definición de "la geometría espacial de un disco giratorio" no es tan simple como podría esperarse.
Para entender mejor este punto crucial, téngase en cuenta que las curvas integrales del tercer sistema de vectores de Langevin
{\displaystyle {\vec {p}}_{3}={\sqrt {1-\omega ^{2}\,r^{2}}}\,{\frac {1}{r}}\,\partial _{\phi }+{\frac {\omega \,r}{\sqrt {1-\omega ^{2}\,r^{2}}}}\,\partial _{t}}
que pasan a través del radio {\displaystyle \phi =0,\,t=0}. (Para mayor comodidad, se suprime la coordenada z, no esencial para la deducción). Estas curvas se encuentran en la superficie
{\displaystyle \phi +\omega \,t-{\frac {t}{\omega \,r^{2}}}=0,\;\;-\pi <\phi <\pi }
que se muestra en la figura. Si se considera esto como un "espacio unitario" para los observadores de Langevin, surgen dos problemas:
En primer lugar, el teorema de Frobenius indica que {\displaystyle {\vec {p}}_{2},\,{\vec {p}}_{3}} son tangentes a cualquier hiperplano no espacial. De hecho, excepto en el radio inicial, los vectores {\displaystyle {\vec {p}}_{2}} , no se encuentran en ningún plano de sección. Por lo tanto, mientras aparezca una hipersuperficie espacial, será ortogonal a las líneas del mundo de solamente algunos de los observadores de Langevin. Debido a la restricción del teorema de Frobenius, puede entenderse en términos del fracaso de los campos de vectores {\displaystyle {\vec {p}}_{2},\,{\vec {p}}_{3}} para formar un álgebra de Lie, esta restricción es diferencial, según la teoría de Lie. Es decir, se trata de una especie de obstrucción infinitesimal a la existencia de una noción satisfactoria de planos de sección para los observadores en rotación.
En segundo lugar, como muestra la figura, el intento de sección llevaría a una idea discontinua del tiempo debido a los saltos en las curvas integrales (que se muestran como una discontinuidad color naranja). Alternativamente, se podría tratar de utilizar un tiempo de varios valores. Ninguna de estas alternativas parece muy atractivo. Esto es, evidentemente, una restricción universal. Esto es una consecuencia de la imposibilidad de sincronizar los relojes de los observadores de Langevin situados incluso en un anillo. Para un disco el problema es aún más complejo.

## El efecto Sagnac
Imagínese que se ha fijado un cable de fibra óptica alrededor de la circunferencia de un anillo que gira con velocidad angular constante ω. Se desea calcular el tiempo del viaje de ida y vuelta, según lo medido por un observador en el anillo, para un pulso de láser enviado en sentido horario y otro antihorario alrededor del cable. Para simplificar, se pasa por alto el hecho de que la luz viaja a través de un cable de fibra óptica con una velocidad algo menor que la velocidad de la luz en el vacío, considerando que la línea del mundo del pulso láser sea una curva nula (pero no una geodésica nula).
En el origen de la línea se impone que {\displaystyle ds=dz=dr=0}. Esto da
{\displaystyle (1-\omega ^{2}\,r_{0}^{2})\,dt^{2}=2\omega \,r_{0}^{2}\,dt\,d\phi +r_{0}^{2}\,d\phi ^{2}}
o
{\displaystyle dt={\frac {r_{0}\,d\phi }{1\pm \omega \,r_{0}}}}
Se obtiene para el tiempo de viaje de ida y vuelta
{\displaystyle \Delta t_{+}={\frac {2\pi r_{0}}{1+\omega \,r_{0}}},\;\;\Delta t_{-}={\frac {2\pi r_{0}}{1-\omega \,r_{0}}}}
Poniendo {\displaystyle \delta ={\frac {\Delta t_{+}-\Delta t_{-}}{2\,\pi \,r}}}, se tiene que {\displaystyle \omega ={\frac {-1+{\sqrt {1+\delta ^{2}}}}{\delta \,r}}} de modo que los observadores situados en el anillo pueden determinar la velocidad angular del anillo (tal como se mide por un observador estático) a partir de la diferencia entre las agujas del reloj y los tiempos de viaje en sentido antihorario. Esto se conoce como el efecto Sagnac. Evidentemente, es un efecto universal.

## Geodésicas nulas
Se deseamos comparar la aparición de geodésicas nulas en el gráfico cilíndrico y en el gráfico de Born.
En el gráfico cilíndrico, las ecuaciones geodésicas son
{\displaystyle {\ddot {T}}=0,\;\;{\ddot {Z}}=0,\;\;{\ddot {R}}-R\,{\dot {\Phi }}^{2}=0,\;\;{\ddot {\Phi }}+{\frac {2}{R}}\,{\dot {\Phi }}\,{\dot {R}}=0}
Se obtienen inmediatamente las integrales primeras
{\displaystyle {\dot {T}}=E,\;\;{\dot {Z}}=P,\;\;{\dot {\Phi }}={\frac {L}{R^{2}}}}
Al conectar estos en la expresión obtenida a partir del elementos de línea mediante el establecimiento de {\displaystyle ds^{2}=0}, se obtiene
{\displaystyle {\dot {R}}^{2}=E^{2}-P^{2}-{\frac {L^{2}}{R^{2}}}}
de la que se deduce que el radio mínimo de una geodésica nula viene dado por
{\displaystyle R_{0}={\frac {L}{\sqrt {E^{2}-P^{2}}}}}
Ahora se puede resolver el sistema para obtener las geodésicas nulas como curvas parametrizadas mediante un parámetro afín, como sigue:
{\displaystyle R={\sqrt {(E^{2}-P^{2})\,s^{2}+2\,s\,{\sqrt {(E^{2}-P^{2})\;R_{0}^{2}-L^{2}+R_{0}^{2}}}}}}
{\displaystyle T=T_{0}+E\,s,\;\;Z=Z_{0}+P}
{\displaystyle \Phi =\Phi _{0}+\operatorname {arctan} \left({\frac {2\,{\sqrt {(E^{2}-P^{2})\,R_{0}^{2}-L^{2}}}+2\,(E^{2}-P^{2})\,s}{2\,L}}\right)}
{\displaystyle \;\;\;-\operatorname {arctan} \left({\frac {\sqrt {(E^{2}-P^{2})\,R_{0}^{2}-L^{2}}}{L}}\right)}
Más útil es la observación de que la trayectoria de una geodésica nula (su proyección en cualquier {\displaystyle T=T_{0}} hyperslice espacial) es, por supuesto, una línea recta, dada por
{\displaystyle R=R_{0}\,\sec(\Phi -\Phi _{0})}
Para obtener el radio mínimo de la recta que pasa por dos puntos (en el mismo lado del punto de máxima aproximación al origen), se resuelve
{\displaystyle R_{1}=R_{0}\,\sec(\Phi _{1}-\Phi _{0}),\;\;R_{2}=R_{0}\,\sec(\Phi _{2}-\Phi _{0})}
lo que da
{\displaystyle R_{0}={\frac {R_{1}\,R_{2}\,|\sin(\Phi _{2}-\Phi _{1})|}{\sqrt {R_{1}^{2}-2\,R_{1}\,R_{2}\,\cos(\Phi _{2}-\Phi _{1})+R_{2}^{2}}}}}
Considérese ahora el caso de las geodésicas nulas radiales, mucho más simple. Una geodésica nula radial de ida se puede escribir en la forma
{\displaystyle T=s,\;Z=Z_{0},\;R=s}
{\displaystyle \Phi =\omega \,R_{0}}
Transformada al sistema de Born, la trayectoria se puede escribir como
{\displaystyle r={\frac {\phi }{\omega }}-r_{0}}
y del mismo modo para geodésicas nulas radiales con destino hacia el interior. Las trayectorias vuelven a aparecer ligeramente curvadas en el sistema de Born (ver figura de la derecha). (En una sección posterior se verá que en el diagrama de Born, estas trayectorias no pueden designarse propiamente como "proyecciones".)
Téngase en cuenta que, para enviar un pulso de láser hacia el observador estacionario en R = 0, los observadores de Langevin tienen que apuntar ligeramente por delante para corregir su propio movimiento. De igual forma, para enviar un pulso láser hacia un observador de Langevin sobre el anillo en sentido contrario al de rotación, el observador central tiene que apuntar, no a la posición actual de este observador, si no a la posición en la que llegará justo a tiempo para interceptar la señal. Estas familias de radiales geodésicas nulas hacia adentro y hacia afuera, representan muy diferentes curvas en el espacio-tiempo, pero sus proyecciones son coincidentes.
Del mismo modo, las geodésicas nulas entre observadores de Langevin situados sobre el anillo presentan un aspecto ligeramente doblado hacia adentro en el gráfico de Born. Para comprobarlo, si se escribe la ecuación de una geodésica nula en la tabla cilíndrica en la forma
{\displaystyle T=R_{0}\,\tan(\Phi )}
{\displaystyle R=R_{0}\,\sec(\Phi )}
Con la transformación de coordenadas Born, se obtienen las ecuaciones
{\displaystyle t=r_{0}\,\tan(\phi +\omega \,t)}
{\displaystyle r=r_{0}\,\sec(\phi +\omega \,t)}
La eliminación de φ da
{\displaystyle r={\sqrt {r_{0}^{2}+t^{2}}}}
lo que demuestra que la geodésica está aparentemente doblada hacia adentro. También se encuentra que
{\displaystyle \phi =-\omega \,{\sqrt {r^{2}-r_{0}^{2}}}+\operatorname {arctan} (t/r_{0})}
Esto completa la descripción de la aparición de geodésicas nulas en el gráfico de Born, ya que cada geodésica nula es radial o tiene algún punto de máxima aproximación al eje de simetría cilíndrica.
Nótese (ver figura) que un observador sobre el anillo al intentar enviar un pulso de láser a otro observador también sobre el anillo, debe apuntar ligeramente por delante de su coordenada angular como se indica en el gráfico de Born, con el fin de compensar el movimiento de rotación del objetivo. Téngase en cuenta también que la imagen que se representa aquí es totalmente compatible con las expectativas de que un observador que se mueve verá la posición aparente de otros objetos en su esfera celeste desplazado hacia la dirección de su movimiento.

## Distancia de radar en largo
Incluso en un espacio-tiempo plano, resulta que los observadores (incluso para los uniformemente acelerados; ver coordenadas de Rindler) se pueden emplear diversas nociones distintas pero operativamente significativas de distancia. Tal vez la más simple de éstas sea la distancia del radar.
Se va a establecer cómo un observador estático en R = 0 podría determinar su distancia a un observador sobre el anillo en R = R0. En el evento C se envía un pulso de radar hacia el anillo, que golpea la línea del universo de un observador sobre el anillo en A 'y luego regresa al observador central en el evento  DO". (Véase a la derecha  el diagrama de derecho.) A continuación, divide el tiempo transcurrido (según lo medido por un reloj ideal que lleva) por dos. No es difícil ver que se obtiene de esta distancia, simplemente R0 (en el gráfico cilíndrica), o r0 (en el gráfico de Born).
Del mismo modo, un observador sobre el anillo puede determinar su distancia al observador central mediante el envío de un pulso de radar, en el evento A hacia el observador central, que golpea a su línea del universo en el evento C y vuelve al observador sobre el anillo en el evento a. (Véase el diagrama de la izquierda en la figura de la derecha.) No es difícil ver que de esto se obtiene {\displaystyle R_{0}{\sqrt {1-\omega ^{2}\,R_{0}^{2}}}}, distancia (en el gráfico cilíndrico) o {\displaystyle r_{0}{\sqrt {1-\omega ^{2}\,r_{0}^{2}}}} (en el gráfico de Born), un resultado que es un poco menor que el obtenido por el observador central. Esto es una consecuencia de la dilatación del tiempo: el tiempo transcurrido para un observador sobre el anillo es menor por el factor {\displaystyle {\sqrt {1-\omega ^{2}\,r_{0}^{2}}}} que el tiempo para el observador central. Por lo tanto, aunque la distancia de radar tiene importancia para las operaciones simples, ni siquiera es simétrica.
Solo para aclarar este punto crucial, se van a comparar las distancias de radar obtenidas por dos observadores sobre el anillo con coordenada radial R = R0. En el diagrama de la izquierda de la figura de la izquierda, se pueden escribir las coordenadas del evento A como
{\displaystyle T=0,\;Z=0,\;X=R_{0},Y=0}
y se puede escribir las coordenadas del evento B como
{\displaystyle T=2\,R_{0}\,\sin \left({\frac {\Phi }{2}}\right),\;Z=0,}
{\displaystyle X=R_{0}\cos(\Phi ),\;Y=R_{0}\sin(\Phi )}
Anotando el momento desconocido adecuado transcurrido como {\displaystyle \Delta s}, ahora las coordenadas del evento A son
{\displaystyle T={\frac {\Delta s}{\sqrt {1-\omega ^{2}\,R_{0}^{2}}}},\;Z=0}
{\displaystyle X=R_{0}\cos \left({\frac {\omega \,\Delta s}{\sqrt {1-\omega ^{2}\,R_{0}^{2}}}}\right),\;Y=R_{0}\sin \left({\frac {\omega \,\Delta s}{\sqrt {1-\omega ^{2}\,R_{0}^{2}}}}\right)}
Al exigir que los segmentos de línea que conectan estos eventos sean nulos, se obtiene una ecuación que, en principio, se puede resolver para Δs. Resulta que este procedimiento da una ecuación no lineal bastante complicada, por lo que solo se presentan algunos resultados numéricos representativos. Con R0 = 1, Φ = π / 2, y ω = 1/10, se tiene que la distancia del radar de A a B es de 1.308, mientras que la distancia de B a A es de aproximadamente 1.505. Cuando ω tiende a cero, ambos resultados tienden hacia {\displaystyle {\sqrt {2}}\approx 1.414}.
A pesar de estas discrepancias posiblemente desalentadores, que de ninguna manera es imposible diseñar un gráfico de coordenadas que esté adaptado para describir la experiencia física de un solo observador de Langevin, o incluso un observador arbitrariamente acelerado en el espacio-tiempo de Minkowski. Pauri y Vallisneri han adaptado el procedimiento de sincronización de reloj de Märzke-Wheeler para idear coordenadas adaptadas que denominan coordenadas de Märzke-Wheeler (ver el artículo citado más abajo). En el caso del movimiento circular constante, este sistema está de hecho muy estrechamente relacionado con la noción de distancia de radar en largo de un observador de Langevin dado.

## Distancia de radar en corto
Como se mencionó anteriormente, por diversas razones, la familia de los observadores de Langevin no admite ninguna familia de secciones ortogonales. Por lo tanto estos observadores simplemente no pueden estar asociados con ninguna sección del espacio-tiempo en una familia de sucesivos intervalos de tiempo constantes.
Sin embargo, debido a que la congruencia de Langevin es estacionaria, se puede imaginar la sustitución de cada una de las líneas del mundo en esta congruencia por un punto. Es decir, se puede considerar que el espacio cociente del espacio-tiempo de Minkowski (o más bien, la región donde 0 < R < 1/ω) por la congruencia de Langevin, que es una variedad topológica tridimensional. Aún mejor, se puede establecer una métrica de Riemann en este cociente colector, convirtiéndolo en una variedad de Riemann en tres dimensiones, de tal manera que la métrica tiene una simple importancia operacional.
Para ver esto, considérese el elemento de la línea de Born
{\displaystyle ds^{2}=-(1-\omega ^{2}\,r^{2})\,dt^{2}+2\,\omega \,r^{2}\,dt\,d\phi +dz^{2}+dr^{2}+r^{2}\,d\phi ^{2}}
{\displaystyle -\infty <t,z<\infty ,\;\;0<r<{\frac {1}{\omega }},\;\;-\pi <\phi <\pi }
Imponiendo ds2 = 0 y despejando dt se obtiene
{\displaystyle dt_{+}={\frac {-\omega \,r^{2}+{\sqrt {(1-\omega ^{2}\,r^{2})\;(dz^{2}+dr^{2})+r^{2}\,d\phi ^{2}}}}{1-\omega ^{2}\,r^{2}}}}
{\displaystyle dt_{-}={\frac {-\omega \,r^{2}-{\sqrt {(1-\omega ^{2}\,r^{2})\;(dz^{2}+dr^{2})+r^{2}\,d\phi ^{2}}}}{1-\omega ^{2}\,r^{2}}}}
El tiempo propio transcurrido por un pulso de radar de ida y vuelta emitido por un observador de Langevin es entonces
{\displaystyle {\sqrt {1-\omega ^{2}\,r^{2}}}\;{\frac {dt_{+}-dt_{-}}{2}}={\sqrt {dz^{2}+dr^{2}+{\frac {r^{2}\,d\phi ^{2}}{1-\omega ^{2}\,r^{2}}}}}}
Por lo tanto, el cociente del colector del elemento de la línea de Riemann
{\displaystyle d\sigma ^{2}=dz^{2}+dr^{2}+{\frac {r^{2}\,d\phi ^{2}}{1-\omega ^{2}\,r^{2}}}}
{\displaystyle -\infty <t<\infty ,\;\;0<r<{\frac {1}{\omega }},\;\;-\pi <\phi <\pi }
se corresponde a la distancia entre observadores de Langevin infinitesimalmente cercanos. Se denomina "métrica" de Langevin-Landau-Lifshitz, y se puede llamar a esta noción de distancia distancia del radar "en corto".
Esta métrica fue ideada por primera vez por Langevin, pero la interpretación en términos de distancia de radar "en corto" se debe a Lev Landau y a Evgeny Lifshitz, que generalizaron la construcción para trabajar con el cociente de cualquier variedad de Lorentz por una congruencia de tipo temporal estacionaria.
Si se adopta el sistema de referencia
{\displaystyle \theta ^{\hat {1}}=dz,\;\;\theta ^{\hat {2}}=dr,\;\;\theta ^{\hat {3}}={\frac {r\,d\phi }{\sqrt {1-\omega ^{2}\,r^{2}}}}}
se puede calcular fácilmente el tensor de curvatura de Riemann del cociente del colector tridimensional. Tiene solo una componente independiente no trivial,
{\displaystyle {R^{\hat {2}}}_{{\hat {3}}{\hat {2}}{\hat {3}}}={\frac {-3\,\omega ^{2}}{(1-\omega ^{2}r^{2})^{2}}}=-3\,\omega ^{2}\;\left(1+2\,\omega ^{2}\,r^{2}\right)+O(\omega ^{6}\,r^{6})}
Por lo tanto, en cierto sentido, la geometría de un disco giratorio es curva, según aventuró Theodor Kaluza (sin pruebas) ya en 1910. De hecho, en el cuarto orden de ω, el disco tiene la geometría del plano hiperbólico, al igual que Kaluza afirmó.
NOTA: como se ha visto, hay muchas posibles nociones de distancia que pueden ser empleadas por los observadores de Langevin situados sobre un disco que gira rígidamente, por lo que los datos referentes a "la geometría de un disco giratorio" siempre requieren un cuidadoso análisis.
Para concluir este punto importante, se va a utilizar la métrica de Landau-Lifshitz para calcular la distancia entre un observador de Langevin sobre un anillo con radio R0 y un observador estático central. Para ello, solo se tiene que integrar la línea del elemento sobre la trayectoria geodésica nula adecuada. A partir del trabajo anterior, se ve que hay que conectar
{\displaystyle dr={\frac {d\phi }{\omega }}}
al elemento de línea e integrar. Esto da
{\displaystyle \Delta =\int _{r_{0}}^{0}{\frac {dr}{\sqrt {1-\omega ^{2}\,r^{2}}}}={\frac {\arcsin(\omega r_{0})}{\omega }}=r_{0}+{\frac {\omega ^{2}\,r_{0}^{3}}{6}}+O(r_{0}^{4})}
Porque ahora se está tratando con una métrica de Riemann, esta noción de distancia es, por supuesto simétrica respecto al intercambio de los dos observadores, a diferencia de la distancia de radar "en largo". Los valores dados por este concepto son intermedios entre las distancias de radar calculadas en la sección anterior. Por ejemplo, para r0 = 1, ω = 1/2, se encuentra aproximadamente que Δ = 1.047, lo que puede ser comparado con 1.155 para la distancia del observador sobre el anillo respecto al observador central, o 1 para el observador central respecto al observador del anillo. También, ya que hasta el segundo orden la métrica de Landau-Lifshitz está de acuerdo con la distancia del radar "en largo", se ve que el tensor de curvatura tiene importancia para las operaciones: mientras que la distancia del radar "en largo" entre parejas de observadores de Langevin sin duda no es una noción de Riemann de distancia; la distancia entre pares de Langevin en corto" para observadores 'cercanos' propuesta por la métrica de Langevin-Landau-Lifshitz, se corresponde con una distancia de Riemann. (En la feliz expresión de Howard Percy Robertson, esto es  kinematics im kleinem  (cinemática a pequeña escala).)
Una forma de ver todas las nociones razonables de la distancia espacial para los observadores de Langevin, es mostrar que los observadores cercanos están de acuerdo, según la consideración de Nathan Rosen de que para cualquier observador de Langevin, un observador inercial instantáneamente comóvil también puede obtener las distancias dadas por la métrica de Langevin-Landau-Lifshitz para distancias muy pequeñas.

## Resumen
Los observadores situados en un disco que gira rígidamente llegarán a la conclusión a partir de medidas de pequeñas distancias entre sí de que la geometría del disco es no euclidiana. Independientemente del método que utilicen, llegarán a la conclusión de que la geometría se aproxima bien por una cierta métrica de Riemann, es decir, la métrica Langevin-Landau-Lifshitz. Esto a su vez es una muy buena aproximación a la geometría del plano hiperbólico (con curvatura negativa constante -3 ω2). Pero si estos observadores miden distancias más grandes, obtendrán diferentes resultados, dependiendo de qué método de medición hayan utilizado. En todos estos casos, sin embargo, lo más probable es obtener resultados que son incompatible con cualquier métrica de Riemann. En particular, si se utiliza la noción simple de distancia, distancia del radar, debido a diversos efectos tales como la asimetría, como ya se ha señalado, llegarán a la conclusión de que la "geometría" del disco no solamemte no es euclidiana, si no que tampoco es de Riemann.